# Cynomys parvidens
Cynomys parvidens — найменший вид лугових собак, ендемічних для південно-центральних степів американського штату Юта. Вид занесений до Червоного списку МСОП, зі статусом «Зникомий». Через це він є охоронним видом; луговий собачка стикається з різними загрозами, найнебезпечнішою з яких є втрата середовища існування та хвороби.

## Морфологічна характеристика
Дорослі Cynomys parvidens досягають загального розміру від 30 до 36 сантиметрів, хвіст 2,5–6 сантиметрів, задні лапи 5,5–6,5 сантиметрів і вуха 1,2–1,6 сантиметрів. Шерсть має колір від корицевого до глинистого з різноманітними темно-коричневими плямами над і під очима. Хвіст має білий кінчик. Зміна волосся відбувається двічі на рік.
C. parvidens найбільше споріднена з Cynomys leucurus. Вважається, що вони колись утворили вид і були розділені географічними бар’єрами. Генетичні варіації C. parvidens вдвічі менші, ніж у Cynomys ludovicianus, що, ймовірно, пов’язано з генетичним вузьким місцем.

## Середовище проживання
C. parvidens є ендеміками степів західного американського штату Юта. Лугові собаки, які мешкають у південно-західній частині штату Юта, є найбільш західними видами свого роду. Вони живуть у трьох основних районах: плато Авапа, плато Паунсогунт і район річки Сев'єр, а також східні округи Айрон і Бівер. Через кліматичні зміни райони, розташовані далі на захід, більше не заселені, оскільки вони стали занадто сухими через високі температури. Геологічні межі, такі як пустелі та гори, запобігають поширенню на схід, захід і південь. У північній і центральній частині штату Юта ховрахи Уінта конкурують за середовище проживання та утворюють біологічну межу. Ареали проживання різних видів лугових собачок не перетинаються; у лугових собачок штату Юта найменший. За оптимальних умов щільність популяції може становити до 74 лугових собак на гектар.

## Спосіб життя
Приблизно дві третини дорослого населення становлять самиці через вищу смертність чоловіків. Еструс, період, коли самиця готова до копуляції, триває лише кілька годин одного дня в кінці березня до початку квітня. У результаті тільки дві третини самиць вагітніють і народжують від одного до семи дитинчат (в середньому 3,8–4,8) після періоду вагітності 34–35 днів. Самці лугових собачок вбивають до 20 відсотків молодих тварин, перш ніж вони покинуть землю вперше через шість тижнів після народження. Молоді тварини, менше 50 відсотків яких досягають дорослого віку, повністю дорослі приблизно в жовтні і досягають статевої зрілості у віці дванадцяти місяців. 20 відсотків самиць і 10 відсотків самців досягають чотирьох років і рідко живуть більше п'яти років.
C. parvidens живуть спільнотою з кількох тварин, що складається з дорослого самця, кількох самиць і їхнього потомства. У той час як потомство самиці залишається в спільноті, молодняк самця залишає нору після досягнення статевої зрілості. Спільнота живе на фіксованій території, межі якої лише регулярно перетинає молодняк.
C. parvidens віддають перевагу місцям просідання, де є вологі пасовища навіть у періоди посухи. Для сухої конструкції ґрунт не повинен бути вологим на глибину не менше одного метра. Навколишня рослинність має бути досить низькою, щоб C. parvidens могли бачити навколишню місцевість. Більшість курганів мають лише один вхід, який зазвичай веде в нору під кутом 45°. Проте – особливо в старих будинках – може бути до п’яти з’єднаних входів. Більші кургани мають діаметр до трьох метрів і можуть досягати висоти 60 сантиметрів.
C. parvidens переважно травоїдні і віддають перевагу люцерні та травам. Також спостерігали, як вони поїдають квітучі частини кущів. Мертва рослинність і коров'ячий гній також не гребують луговими собачками штату Юта і навіть віддають перевагу молоді над листям і стовбурами кущів. Співочі цикади є основним джерелом їжі для тварин.
Природними ворогами є койоти, сріблясті борсуки, довгохвості ласки, різноманітні хижі птахи та лугові гримучі змії. Однак ці хижі тварини не можуть загрожувати встановленим колоніям. Навпаки, вплив людини, посуха, хвороби та конкуренція за місце існування з ховрахом Уінта призводять до зменшення популяції.